# Nakło nad Notecią
Pour les articles homonymes, voir Nakło.

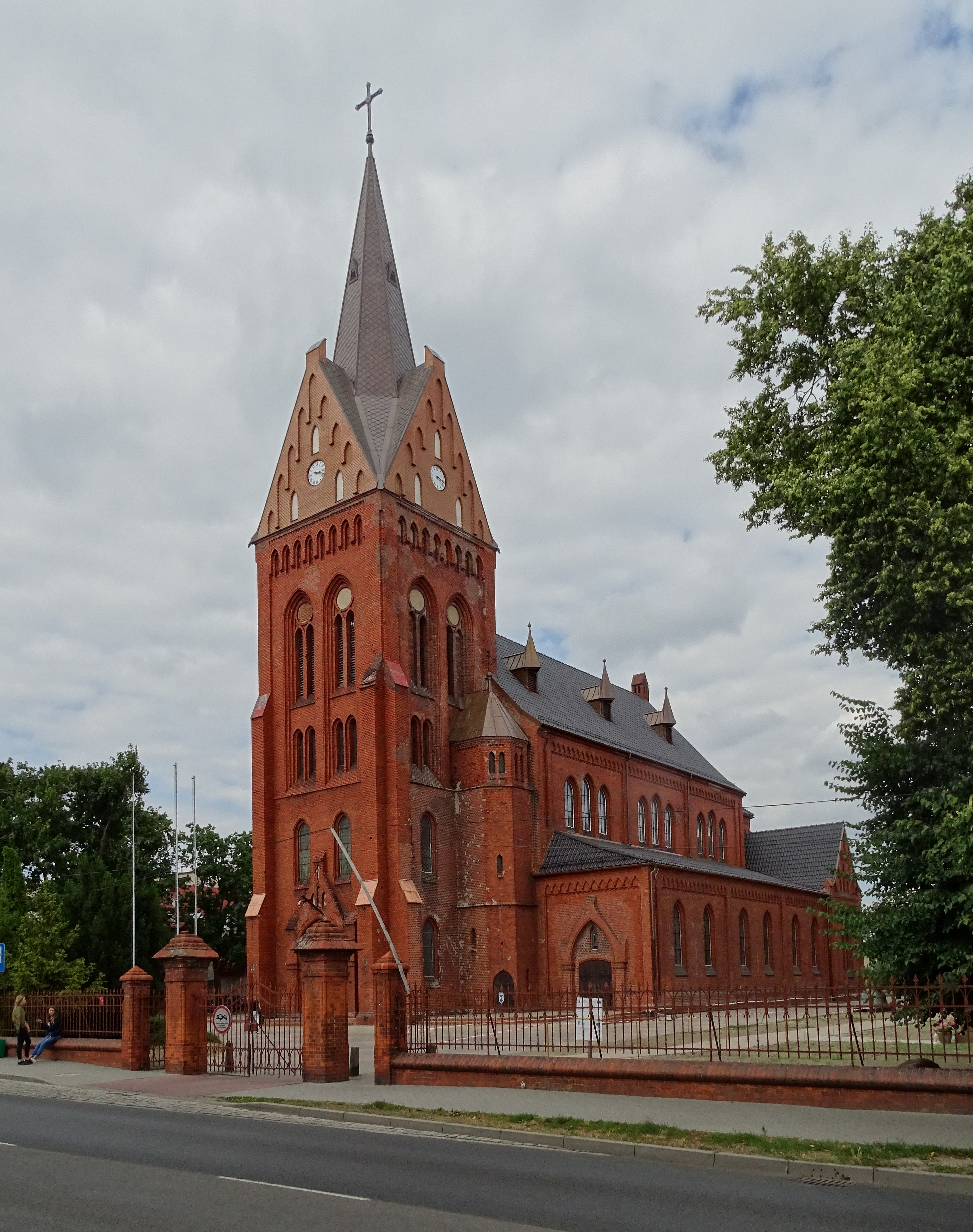
Église Saint Stanislas, construite en 1886-1887.

Nakło nad Notecią (en allemand : Nakel) est une ville de la voïvodie de Couïavie-Poméranie, dans le centre-nord de la Pologne, et le chef-lieu du powiat de Nakło. Sa population s'élevait à 19 294 habitants en 2012.

## Géographie
Nakło nad Notecią s’est développée sur la rive droite de la Noteć. Elle est aussi traversée par le canal de Bydgoszcz. Elle se situe dans la partie occidentale de la voïvodie de Couïavie-Poméranie. Elle se situe dans la Krajna (de), une région historique à la frontière entre les régions historiques de Poméranie et de Grande-Pologne. 

## Histoire
Les fouilles archéologiques ont établi que le site était déjà occupé aux VIe et VIIe siècles, et qu’au XIe siècle, Nakło était une place forte importante. Boleslas III le Bouche-Torse s’est emparé de Nakło en 1113, mais ce n’est que quelques années plus tard que la région a été incorporée à la Pologne (1119). Au XIIIe siècle, Nakło est devenue le siège d’un gouverneur de province (castellan). En 1299, Ladislas Ier le Bref a autorisé la création d’une ville à côté du fort.
Nakło, capitale d’une région frontalière appelée Krajna (de), a connu une histoire orageuse. Voisine de territoires en possession des Teutoniques et du Brandebourg, la ville a souffert de nombreuses guerres. À plusieurs reprises, les Teutoniques ont détruit le fort. Malgré tout, la ville a pu se développer, particulièrement pendant le règne de Casimir III le Grand. À la fin du XVIIe siècle et au début du XVIIIe siècle, des incendies, les guerres avec la Suède et des épidémies ont provoqué un déclin important de la ville. En 1772, après le Premier partage de la Pologne, la ville s'est retrouvée en Prusse, sous le nom de Nakel. 
En 1773-1774, le canal de Bromberg, reliant les bassins de la Vistule et de l’Oder, a été construit, améliorant l’accessibilité de la ville. Celle-ci a encore été renforcée en 1851, lorsque la ligne de chemin de fer reliant Berlin à Bromberg (aujourd'hui Bydgoszcz) a été mise en service. Les premières entreprises industrielles se sont développées (sucrerie, abattoir). La ville a intégré brièvement (1807-1815) le duché de Varsovie créé par Napoléon. De 1816 à 1920, Nakel fait partie de l'arrondissement de Wirsitz dans le district de Bromberg au sein de la province de Posnanie.
En 1918, Nakło intègre la Pologne ressuscitée. La ville connut une période sombre pendant la Seconde Guerre mondiale et l’occupation allemande. De nombreux habitants furent exécutés par les nazis. Beaucoup d’autres ont été envoyés dans des camps de concentration ou déportés vers l’Allemagne pour le travail forcé. La ville fut libérée par l’Armée rouge le 26 janvier 1945, après une bataille de quatre jours.  
Nakło a été reconstruite après la guerre et a attiré de nombreux nouveaux habitants.

## Patrimoine
- Musée de la Krajna

## Jumelages
- Seymour (États-Unis)
- Elsterwerda (Allemagne)
- Naklo (Slovénie)

## Personnes
- Hermann von Strantz, général allemand.